# 90698 Kościuszko
90698 Kościuszko è un asteroide della fascia principale. Scoperto nel 1984, presenta un'orbita caratterizzata da un semiasse maggiore pari a 2,3784176 au e da un'eccentricità di 0,2535344, inclinata di 24,02702° rispetto all'eclittica.
L'asteroide è dedicato al generale polacco Tadeusz Kościuszko.